# Stinkende kaaszwam
De stinkende kaaszwam (Loweomyces wynneae, synoniem: Heteroporus wynnei) is een schimmel uit de familie Steccherinaceae. Hij groeit terrestrisch op humus of twijgen van loofbomen als beuk (Fagus sylvatica), veelal in loofbossen op voedselrijke bodem, soms in naaldbos. Hij veroorzaakt waarschijnlijk witrot.

## Kenmerken
De sporen zijn eivormig tot subglobose en meten 3–3,5 × 2,5–3 µm.
Sommige exemplaren kunnen lijken op het gewoon elfenbankje, maar die is veel steviger gevleesd en duidelijk gezoneerd.

## Verspreiding
In Nederland komt de stinkende kaaszwam vrij zeldzaam voor. Hij staat op de rode lijst in de categorie 'kwetsbaar'.